# Michaela Hrubá
Michaela Hrubá (República Checa, 21 de febrero de 1998) es una atleta checa especializada en la prueba de salto de altura, en la que consiguió ser campeona mundial juvenil en 2015.

## Carrera deportiva
En el Campeonato Mundial Juvenil de Atletismo de 2015 ganó la medalla de oro en el salto de altura, con un salto por encima de 1.90 metros, por delante de la letona Ieva Turke (plata con 1.82 metros) y su paisana checa Lada Pejchalová (bronce también con 1.82 metros pero en más intentos).